# Méthode de la transformée inverse

Méthode de la transformée inverse. On tire une variable uniforme U de loi uniforme sur, puis on obtient la variable X correspondante en appliquant l'inverse de la fonction de répartition.

La méthode de la transformée inverse est une méthode permettant d'échantillonner une variable aléatoire X de loi donnée à partir de l'expression de sa fonction de répartition F et d'une variable uniforme sur [0, 1].

## Principe
Cette méthode repose sur le principe suivant, parfois connu sous le nom de théorème de la réciproque : soient F une fonction de répartition, Q la fonction quantile associée, et U une variable uniforme sur [0, 1]. Alors, la variable aléatoire X = Q(U) a pour fonction de répartition F. Ainsi, pour échantillonner une variable aléatoire de loi donnée, il suffit de savoir échantillonner des variables uniformes sur [0, 1] et de pouvoir calculer la fonction quantile de la loi souhaitée.
Le nom méthode de la transformée inverse provient du fait que la fonction quantile n'est autre que l'inverse généralisé à gauche de la fonction de répartition :
{\displaystyle Q(u)=\inf \left\{x:F(x)\geqslant u\right\}}
En particulier, si la fonction de répartition F est continue et strictement croissante, alors elle est bijective et Q = F−1 est sa bijection réciproque.

## Exemples
Pour certaines lois, on sait inverser la fonction de répartition F, comme le montre la liste suivante :
|                                  | Fonction de répartition F | Fonction de répartition inverse F−1(U)              |
| -------------------------------- | --- | --------------------------------------------------- |
| loi exponentielle de paramètre λ | {\displaystyle F(x)=\left\{{\begin{matrix}1-\mathrm {e} ^{-\lambda x}&{\text{si}}\;x\geqslant 0\\0&{\text{si}}\;x<0\end{matrix}}\right.} | {\displaystyle -{\tfrac {1}{\lambda }}\ln(1-U)}     |
| loi de Cauchy standard           | {\displaystyle F(x)={\frac {1}{\pi }}\arctan(x)+{\frac {1}{2}}}                                                                          | {\displaystyle \tan(\pi (U-{\frac {1}{2}}))}        |
| loi logistique standard          | {\displaystyle F(x)={\frac {1}{1+\mathrm {e} ^{-x}}}}                                                                                    | {\displaystyle -\ln \left({\tfrac {U}{1-U}}\right)} |
| loi de Laplace                   | {\displaystyle F(x)=0,5(1+\mathrm {sgn} (x)[1-\mathrm {e} ^{-\|x\|}])}                                                                   | {\displaystyle -\mathrm {sgn} (U)\ln(1-2\|U\|)}     |

Ainsi, par exemple, échantillonner une variable selon la loi exponentielle de paramètre λ :
1. on tire un nombre U uniformément sur [0, 1]
2. on calcule {\displaystyle -{\frac {1}{\lambda }}\ln(1-U)}.

A noter ici que, puisque U suit la loi uniforme sur [0, 1] si et seulement si 1 - U suit la loi uniforme sur [0, 1], on pourrait également utiliser {\displaystyle -{\tfrac {1}{\lambda }}\ln(U)}. Toutefois, pour des raisons de précision numérique, on utilisera généralement {\displaystyle -{\tfrac {1}{\lambda }}\mathrm {log1p} (-U)}, la fonction {\displaystyle \mathrm {log1p} } qui à x associe ln(1 + x) étant implémentée dans de nombreux langages de programmation.

## Calcul de l'inversion
Dans le cas général, on ne sait pas inverser la fonction de répartition F de façon analytique, c'est-à-dire qu'on ne dispose pas d'une formule explicite donnant, pour u appartenant à [0, 1], x tel que F(x) = u. Il faut alors résoudre l'équation F(x) = u numériquement, en utilisant au choix une fonction tabulée, la méthode de dichotomie, la méthode de la fausse position, la méthode de la sécante ou encore la méthode de Newton.

## Implémentation
La plupart des langages de programmation permettant de produire des nombres pseudo-aléatoires de distribution uniforme, il suffit de calculer l'antécédent des nombres tirés selon la fonction de répartition F.